# ژوستن (تاریخ‌نگار)
یونیانوس یوستینوس (Justinus) که در ایران با نام ژوستن (Justin) یا ژوستین  شناخته شده، از تاریخ‌نویسان روم باستان است.

## زندگی
تقریباً هیچ چیز از تاریخچه شخصی ژوستین شناخته شده نیست، نام او فقط در عنوان کارش آمده است. او باید پس از تروگ پمپه‌ای، که آثارش را گزیده‌ای کرده، و ارجاعاتش به امپراتوری روم و شاهنشاهی اشکانی، زندگی کرده باشد که دنیا را بین خود تقسیم کردند. به نظر می‌رسد لاتین او با سبک قرن دوم سازگار است.